# Кольно (гміна, Кольненський повіт)
Гміна Кольно (пол. Gmina Kolno) — сільська гміна у східній Польщі. Належить до Кольненського повіту Підляського воєводства.
Станом на 31 грудня 2011 у гміні проживало 8884 особи.

## Територія
Згідно з даними за 2007 рік площа гміни становила 282.13 км², у тому числі:
- орні землі: 73.00%
- ліси: 21.00%

Таким чином, площа гміни становить 30.02% площі повіту.

## Населення
Станом на 31 грудня 2011:
| Опис     | Загалом | Загалом | Чоловіки | Чоловіки | Жінки | Жінки |
| -------- | ------- | ------- | -------- | -------- | ----- | ----- |
| одиниця  | осіб    | %       | осіб     | %        | осіб  | %     |
| все      | 8884    | 100     | 4445     | 50.03    | 4439  | 49.97 |
| міське   | 0       | 100     | 0        |          | 0     |       |
| сільське | 8884    | 100     | 4445     | 50.03    | 4439  | 49.97 |

## Сусідні гміни
Гміна Кольно межує з такими гмінами: Біла Піська, Ґрабово, Збуйна, Кольно, Малий Плоцьк, Піш, Ставіські, Турошль.